# 美利坚向前行
《美利坚向前行》（英語：America Progress））是约翰·盖斯特创作于1872年的油画。约翰·盖斯特是一位出生于普鲁士的画家、印刷商和平版画家，他一生的大部分时间都在19世纪70年代的纽约布鲁克林生活、工作。《美利坚向前行》这一天定命运的寓言式表现手法在彩色平版印刷中得到了广泛传播。它现在由加利福尼亚州洛杉矶的美国西部奥特里博物馆收藏。